# Aquila Racing Cars
Aquila Racing Cars er en dansk udvikler og producent af sportsvogne til bilsport. Aquila blev grundlagt i 2003, og har hovedsæde ved Kastrup, få kilometer syd for Gram.

## Historie
Virksomhedens to grundlæggere, chefdesigner Anders W. Bonde og direktør Dan Suenson, havde i mange år været involveret i motorsport, og de gik i 2003 sammen om at designe og bygge racerbiler, og i 2005 begyndte de på en bil til Formel Ford-serien. Året efter havde Aquila bygget to FZ1-biler, og de kørte første gang i et offentlig løb på Jyllandsringen året efter. Aquila FZ1 vandt i 2007 det danske Formel Ford mesterskab, med Christian L. Markussen bag rattet. I 2008 vandt Kevin Magnussen det danske mesterskab, da hans team Fukamoni Racing kørte i Aquila FZ1.
I april 2008 blev den første Aquila CR1 bygget færdig. Samme år blev Lars Erik Nielsen medejer af virksomheden.

### Formel FDM Sport
Aquila begyndte i midten af 2010'erne på udviklingen af en racerbil, der var billig, og kunne køres af helt unge kørere. Det blev til bilen Synergy, som i 2016 fik debut i den nye FDM Sport-serie, hvor 20 biler deltog.